# Le nozze di Teti e di Peleo
Le nozze di Teti e di Peleo er en opera af Francesco Cavalli. Den betegnes som en opera scenica eller en festa teatrale. Operaen har libretto af Orazio Persiani og blev Cavallis første opera og uropført på det venezianske operahus Teatro San Cassiano den 24. januar 1639. Det er også den første venetianske opera, hvis partitur er overleveret. 
Handlingen er baseret på den mytologiske fortælling om brylluppet mellem Peleus og Thetis. Cavallis scener, der fremstiller guderne, kræver en udførlig iscenesættelse, og hans partitur involverer to kor (som skildrer så forskellige karakterer som guder, tritoner, bakkantinder og dæmoner) samt en række dansere.

## Roller
| Rolle      | Stemmetype | Besætning ved premieren, 24. januar 1639 (Dirigent: Ukendt) |
| ---------- | ---------- | ----------------------------------------------------------- |
| Thetis     | Sopran     |                                                             |
| Jupiter    | Bas        |                                                             |
| Aeolus     | Tenor      |                                                             |
| Peleus     | Tenor      |                                                             |
| Pluto      | Bas        |                                                             |
| Uenigheden | Alt        |                                                             |
| Hymen      | Sopran     |                                                             |
| Momus      | Tenor      |                                                             |
| Merkur     | Tenor      |                                                             |